# Allyene
Allyene (àrab: عليين, ʿAlyīn; amazic estàndard marroquí: ⵄⴰⵍⵢⵉⵏ, ℇalyin) és una comuna rural de la prefectura de M'diq-Fnideq, a la regió de Tànger-Tetuan-Al Hoceima, al Marroc. Segons el cens de 2014 tenia una població total de 6.583 persones.